# Niko Pirosmani
Nikoloz Pirosmanashvili (georgiano: ნიკო ფიროსმანაშვილი; Mirzaani, Georgia; 5 de mayo de 1862 - 9 de abril de 1918), conocido también como Niko Pirosmani, fue un pintor primitivista georgiano.

## Biografía
Niko Pirosmanashvili nació el 5 de mayo de 1862 en el poblado de Mirzaani, provincia de Kajeti, Georgia, hijo de una familia de campesinos, propietarios de un pequeño viñedo. Pronto se encontró huérfano y fue puesto bajo el cuidado de sus dos hermanas mayores. Hacia 1870 se mudó a Tiflis, y en 1872 entró a trabajar como sirviente de familias opulentas. Aprendió a escribir ruso y georgiano. En 1876 regresó a Mirzaani y se empleó como pastor.
Autodidacta, una de sus especialidades fue la pintura directa sobre hule negro. En 1882 abrió un taller en Tbilisi el cual no prosperó. En 1890 trabajó como conductor de trenes, y en 1895 se empleó creando carteles. En 1893 cofundó una granja en Tbilisi que abandonó en 1901. A lo largo de su vida, la cual pasó siempre en la pobreza, se empleó en trabajos comunes que iban desde pintar casas hasta encalar fachadas. A pesar de que sus pinturas lograron una popularidad local su relación con artistas profesionales fue difícil. Ganarse la vida siempre fue una tarea más importante para él que la estética abstracta. En abril de 1918 murió de desnutrición e insuficiencia hepática. Fue enterrado en el cementerio Nino, aunque el lugar exacto se desconoce puesto que no fue registrado.

## Obra
A inicios del siglo XX Niko Pirosmanashvili vivió en un pequeño departamento no lejos de la estación de ferrocarriles de Tbilisi. Sus pinturas incluyeron vastas escenas locales y retratos imaginarios de figuras históricas georgianas, como aquellas de Shota Rustaveli y la Reina Tamar, además de retratar georgianos comunes y su quehacer diario.

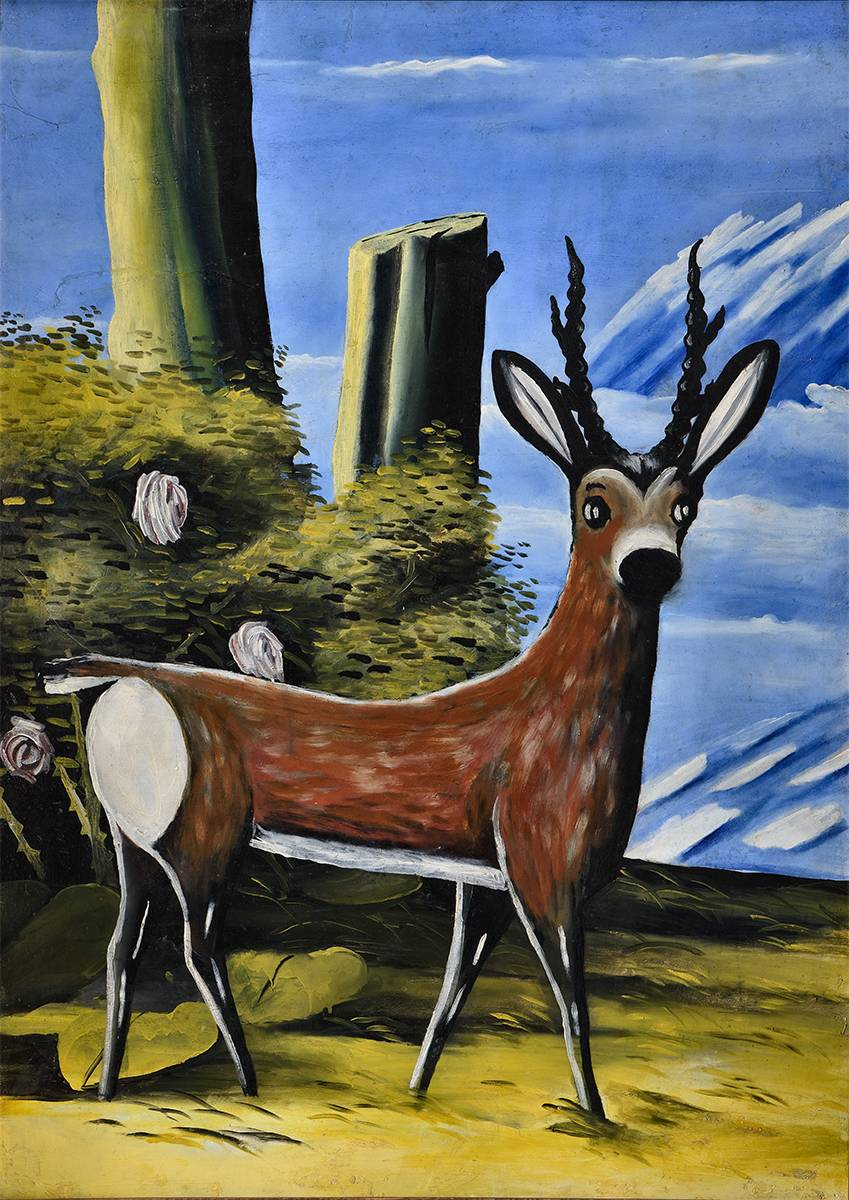
El corzo, 1913, Museo de Bellas Artes Shalva Amiranashvili.

En 1910 se ganó el entusiasmo crítico del poeta ruso Mijaíl Le-Dantue y del artista Kiril Zdanévich y su hermano Iliá Zdanévich. Éste escribió una carta sobre Pirosmanashvili en el periódico Zakavkázskaia Rech, publicada el 13 de febrero de 1913. También tomó la empresa de publicitar a Piroshmanashvili en Moscú. La edición del 7 de enero del periódico moscovita Moskóvskaia Gazeta contenía una nota sobre la exhibición Mishen en donde se exhibieron algunas obras de pintores autodidactas, entre las cuales se encontraban cuatro de Pirosmanashvili: Retrato de Zdanévich, Naturaleza muerta, Mujer con un jarro de cerveza, y El corzo. Los críticos que escribieron después en el mismo periódico quedaron impresionados por su talento. Ese mismo año se publicó un artículo sobre la obra de Niko Pirosmanashvili en el periódico georgiano Temi.

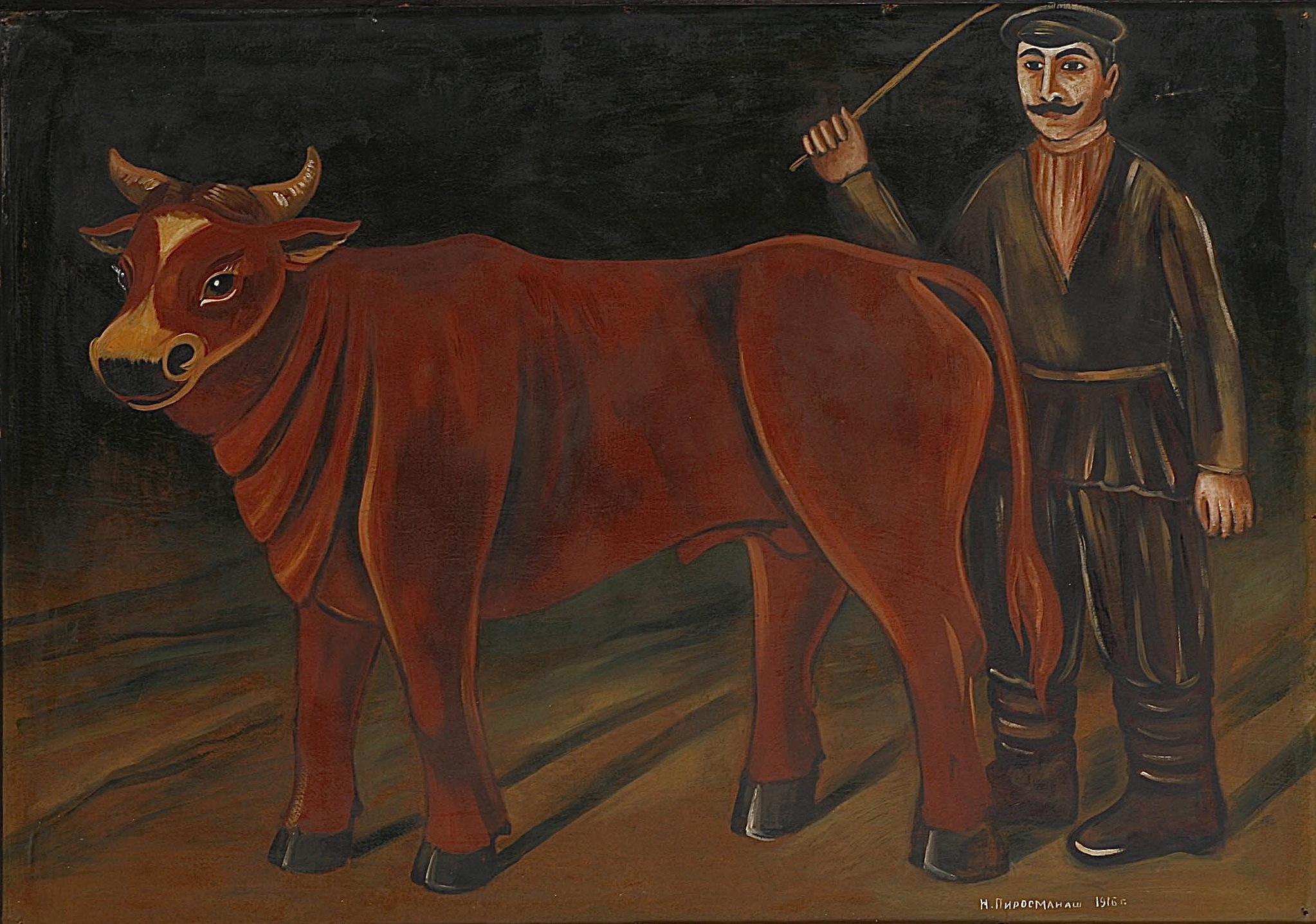
Niko Pirosmani, Farmer with a Bull (1916), Centro M.T. Abraham

La Sociedad de Pintores Georgianos, fundada por Dito Shevardnadze en 1916, invitó a Pirosmanashvili a sus reuniones en donde lo acogieron, sin embargo, su relación con la sociedad no fue fácil. A pesar de haber mostrado a la sociedad su pintura Boda georgiana, uno de los miembros publicó una caricatura de él que lo ofendió considerablemente. Su continua pobreza, aunados a los problemas económicos derivados de la Primera Guerra Mundial, provocaron que su vida terminara con su obra sin reconocimiento.
Tras la guerra desarrolló una reputación internacional, al ganarse la admiración como pintor naïf en París y en otros lugares. El primer libro sobre Pirosmanashvili fue publicado en georgiano, ruso y francés en 1926. Inclusive su figura inspiró a Pablo Picasso hacer un esbozo de retrato en 1972. A pesar de que hoy en día han sobrevivido alrededor de 200 pinturas, se han hecho exhibiciones de su obra en diferentes ciudades, desde Kiev (1931), Varsovia (1968), París (1969), Viena (1969), Niza y Marsella (1983), Tokio (1986), Zúrich (1995), Turín (2002), Estambul (2008), y Vilnius (2008-2009).

### Enlaces en línea
- Galería pictórica de Niko Pirosmanashvili, Parlamento de Georgia.

## Galería

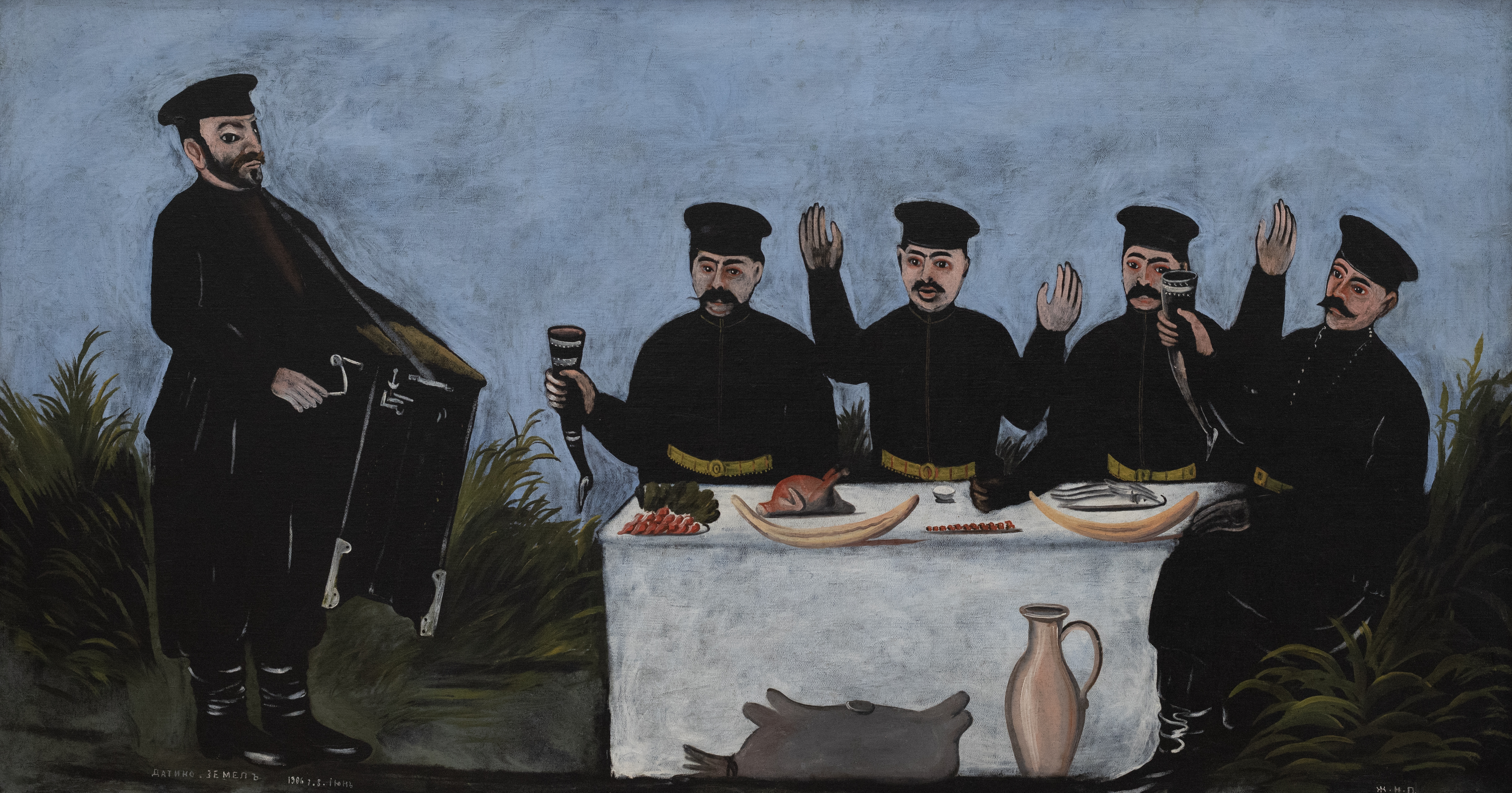
Fiesta con el organista Datiko Semel(1906)
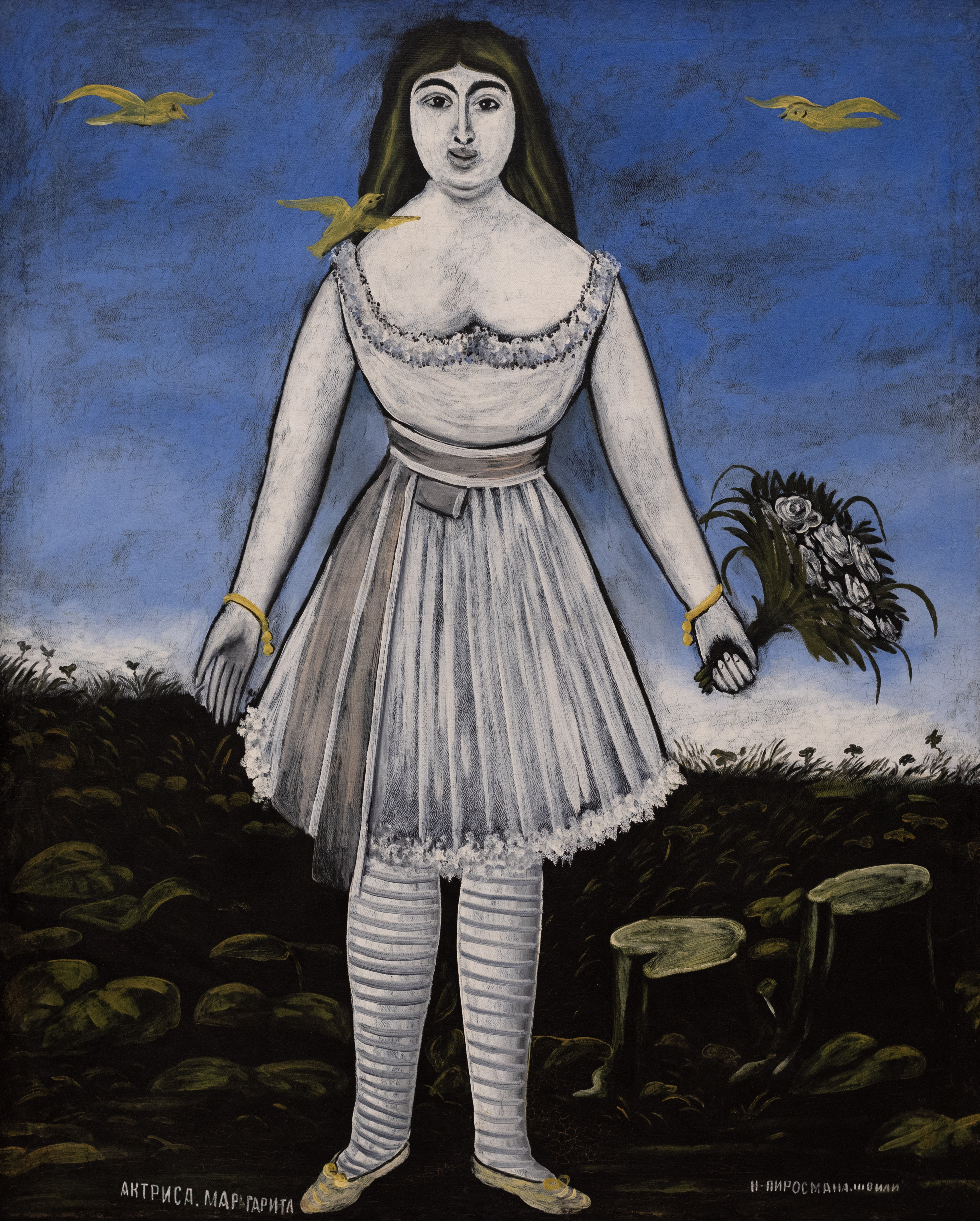
La actriz Margarita (1909)
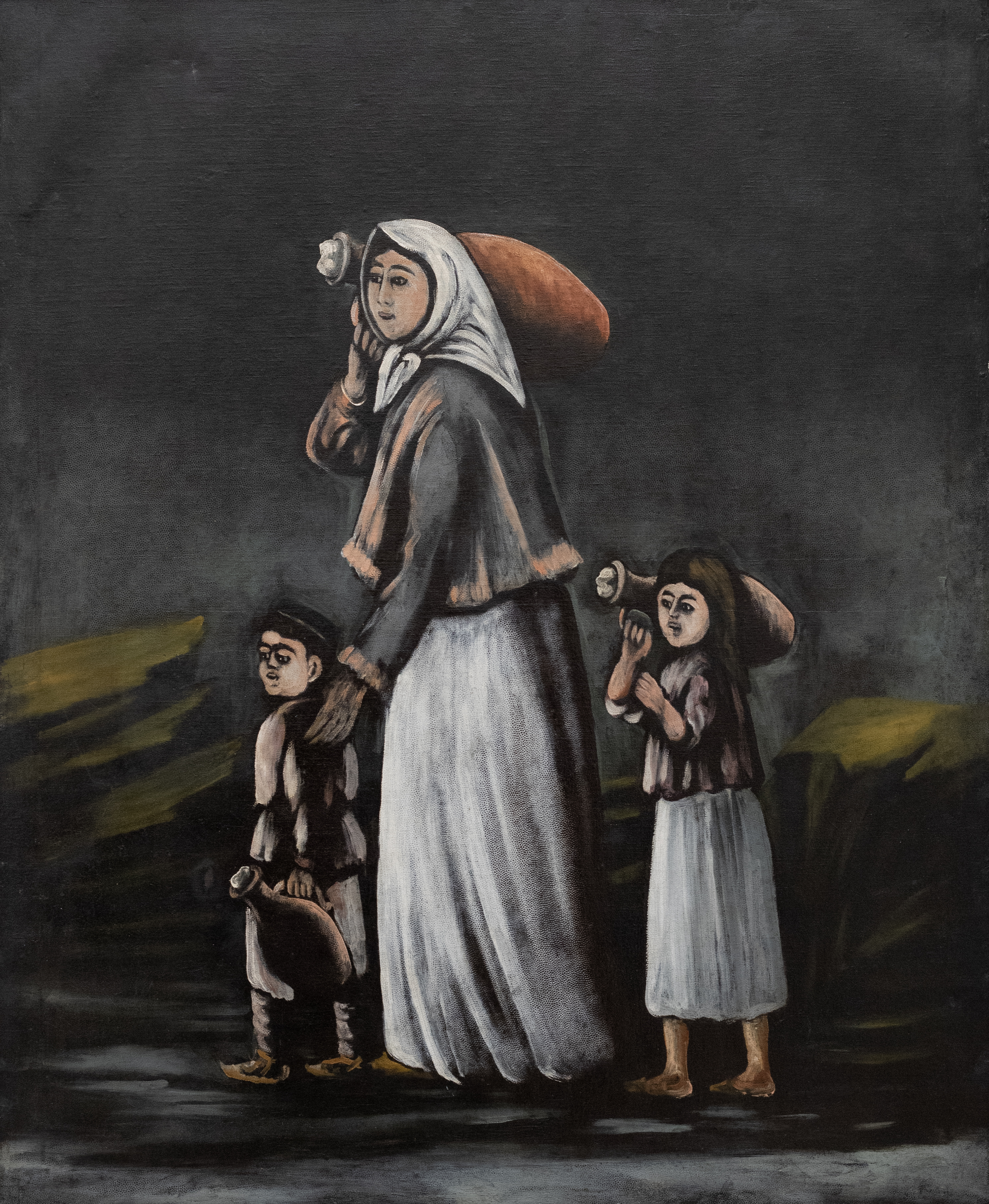
Mujer y sus hijos van al arroyo
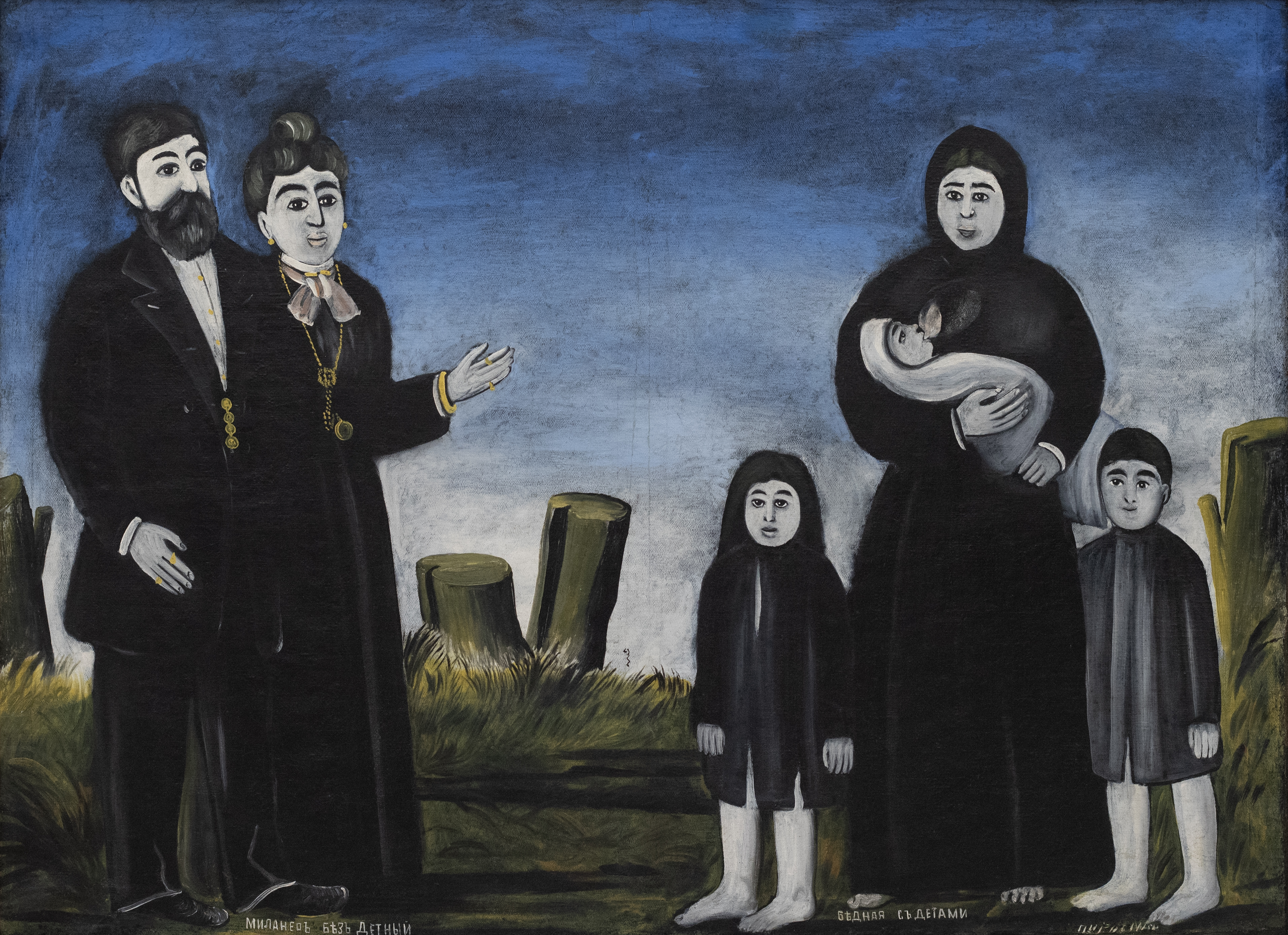
Millonario sin hijos y mujer pobre bendecida con sus hijos
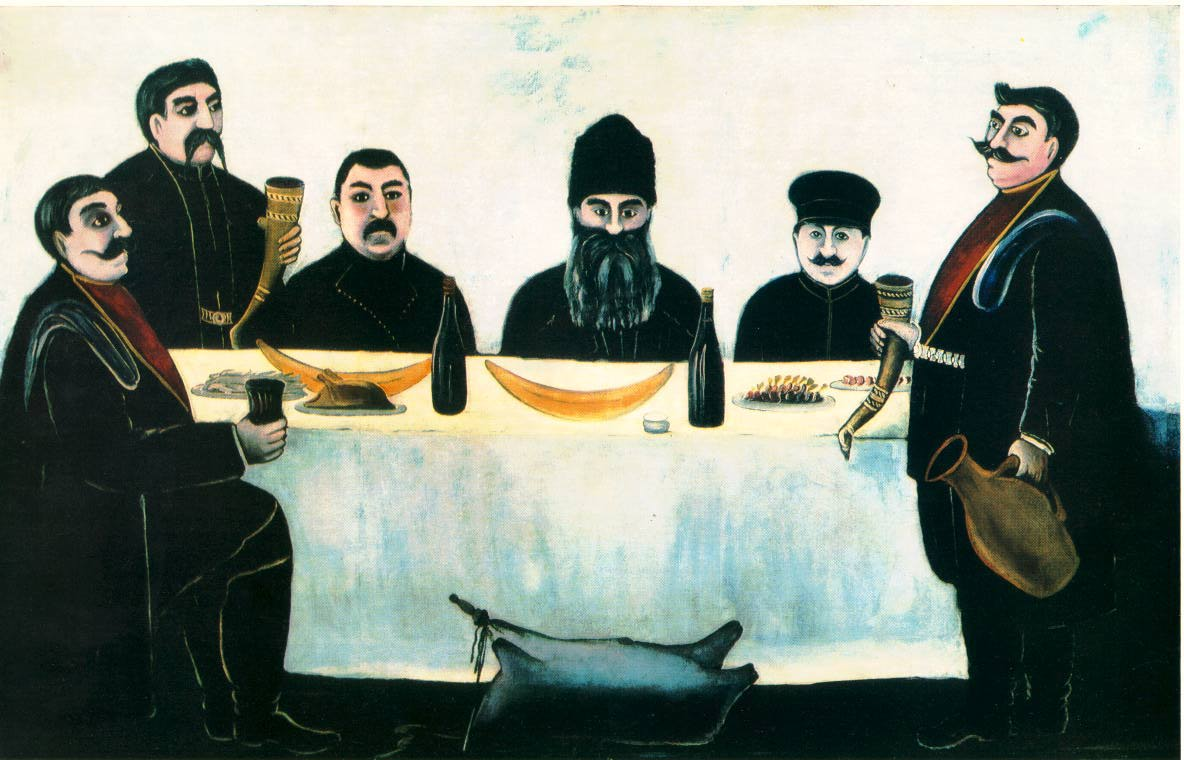
Fiesta Museo Estatal de Arte Oriental, Moscú
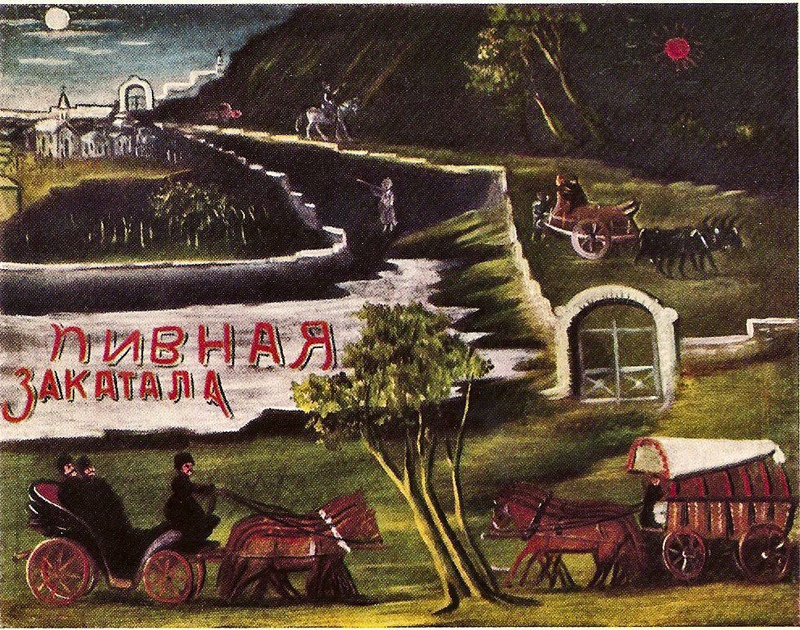
Anuncio de bar de copas en Zakatala Museo de Bellas Artes Shalva Amiranashvili
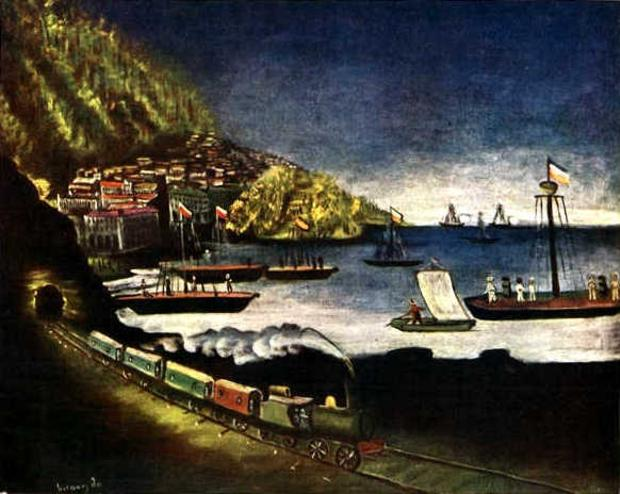
Puerto de Batumi
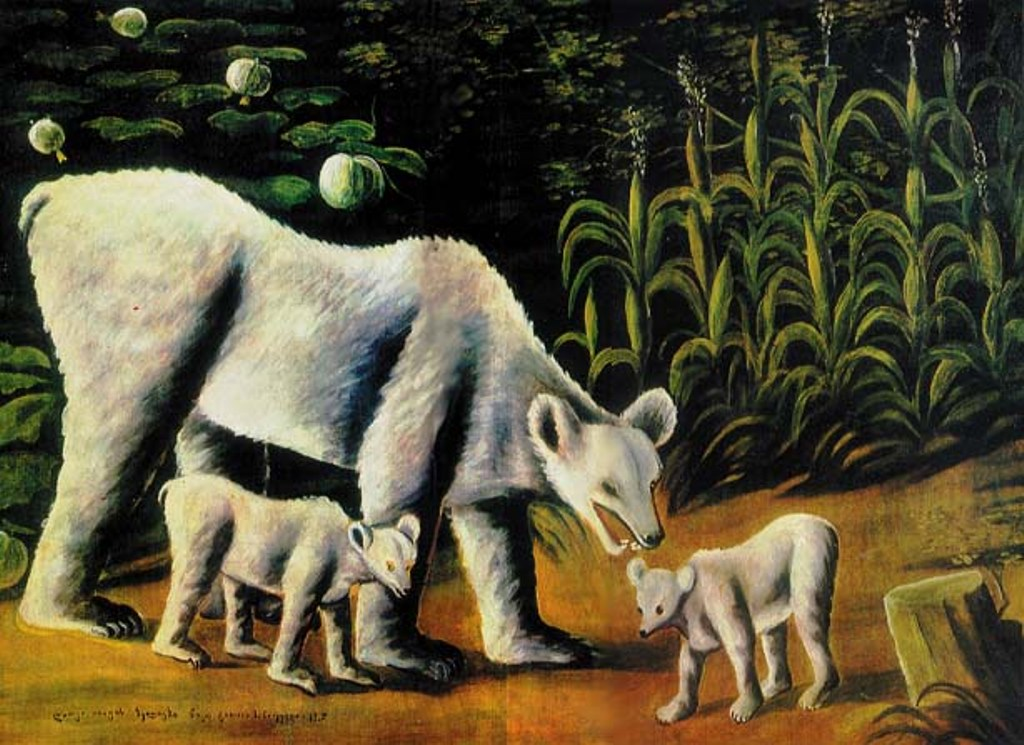
Familia de osos
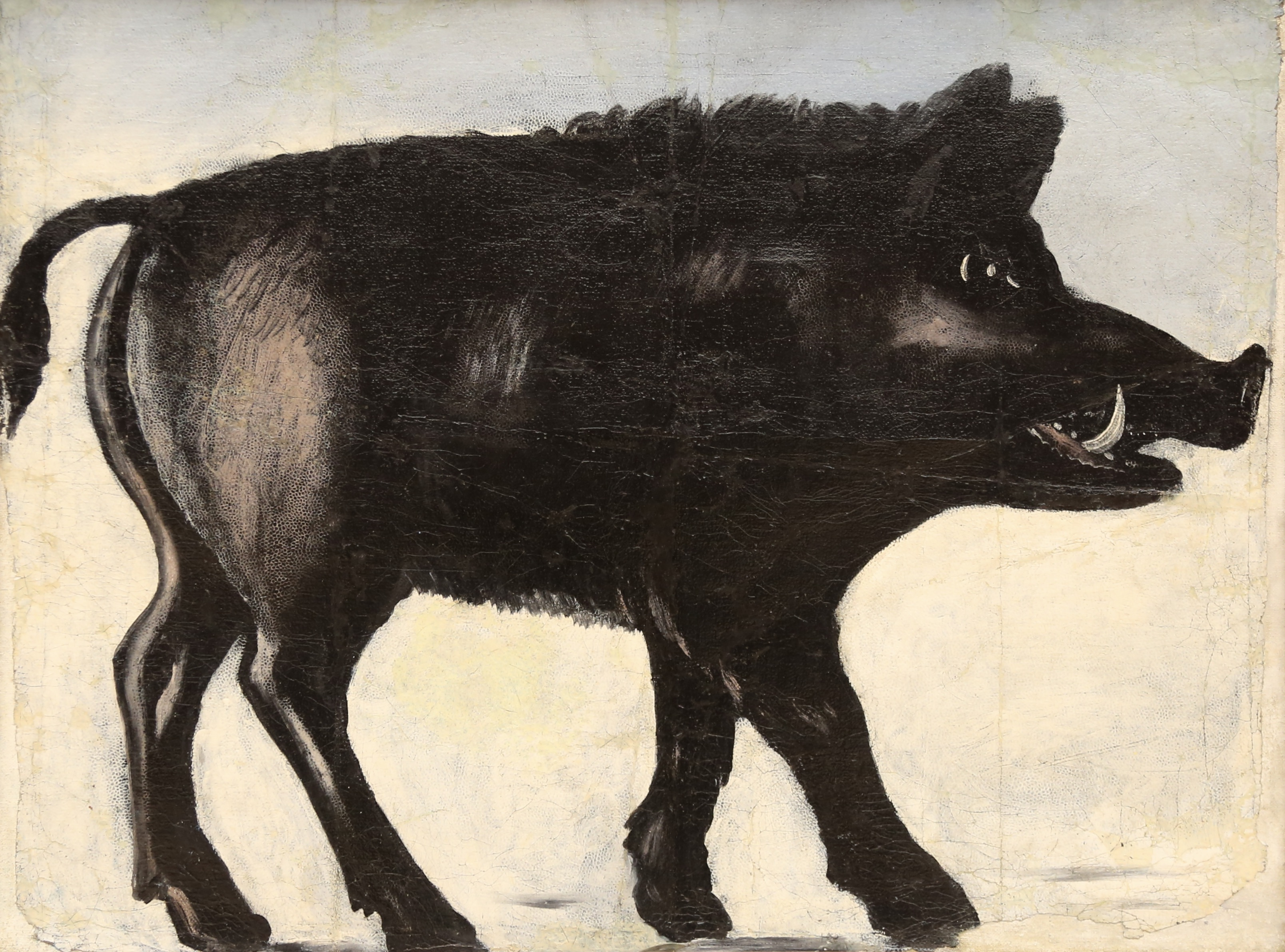
Jabalí
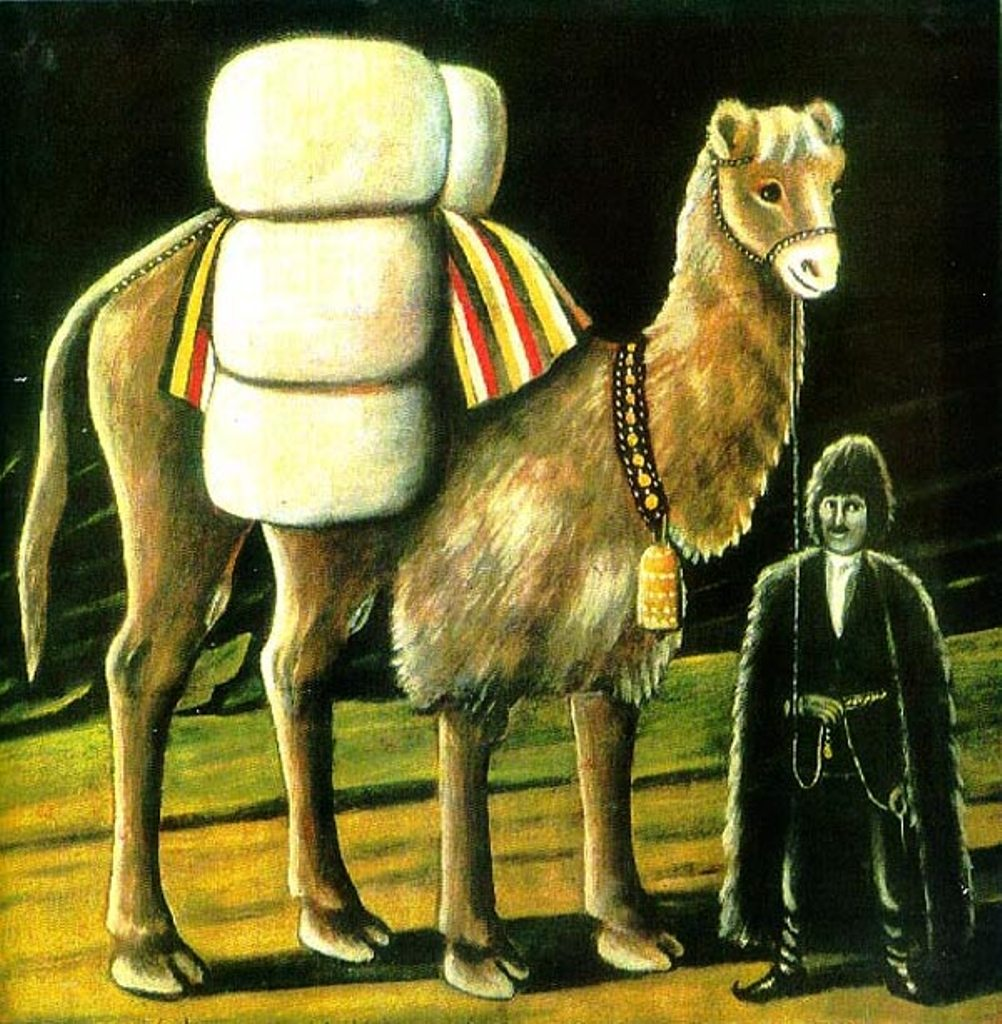
Camellero tártaro
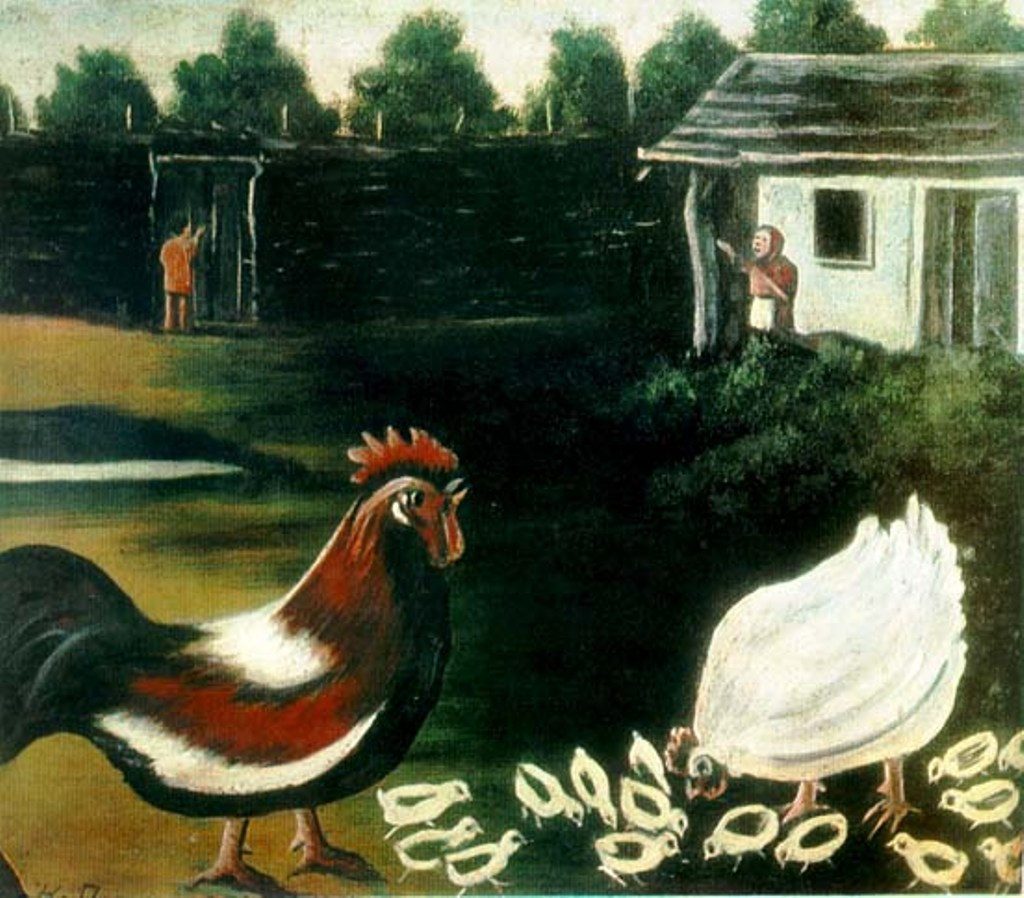
Gallo y gallina
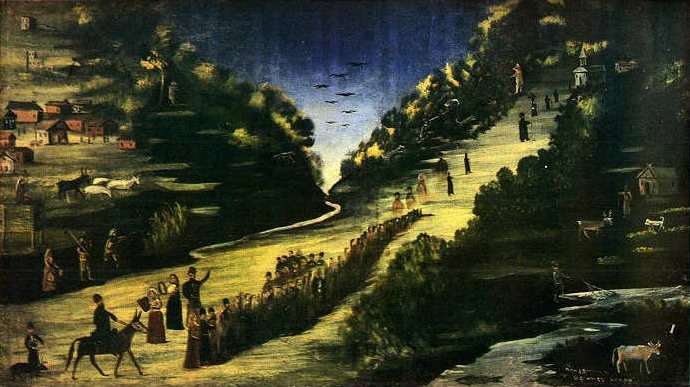
Río Cxeniscqali
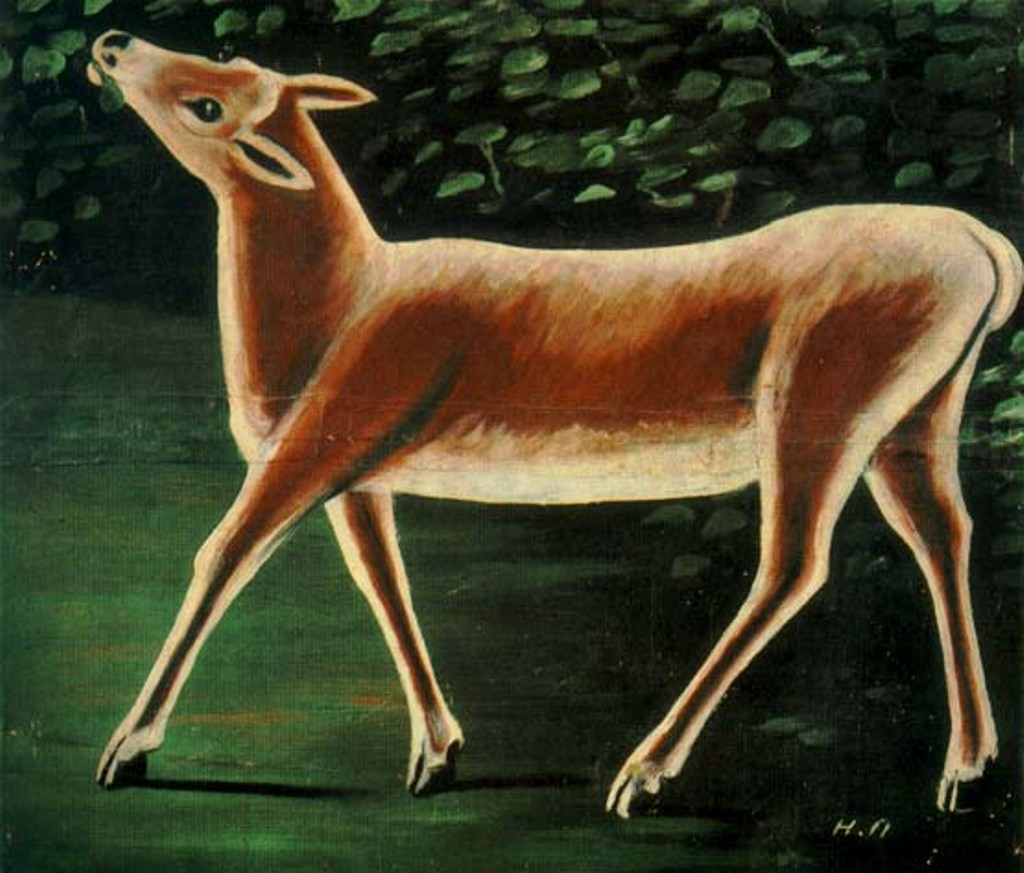
Gama
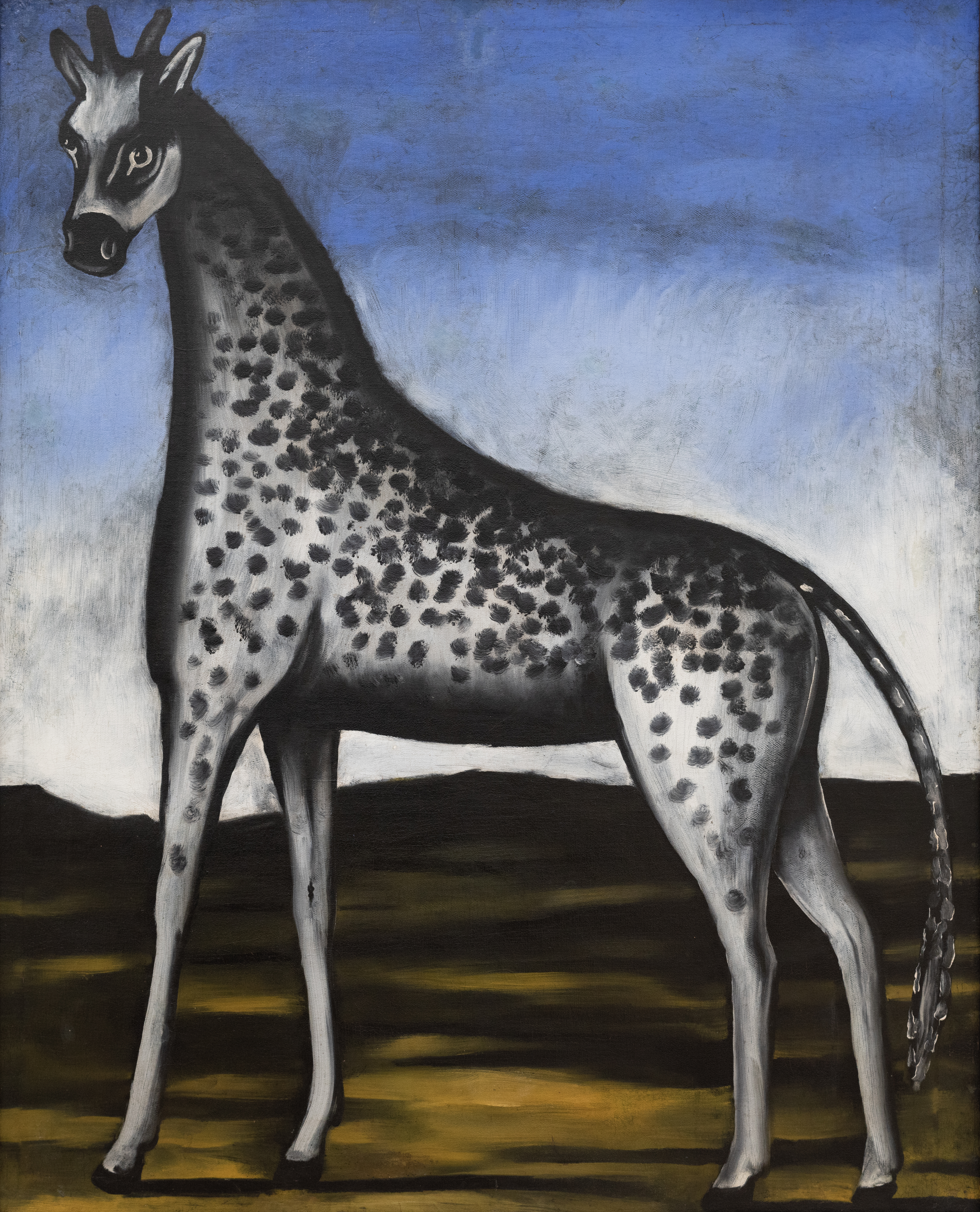
Jirafa Museo de Bellas Artes Shalva Amiranashvili
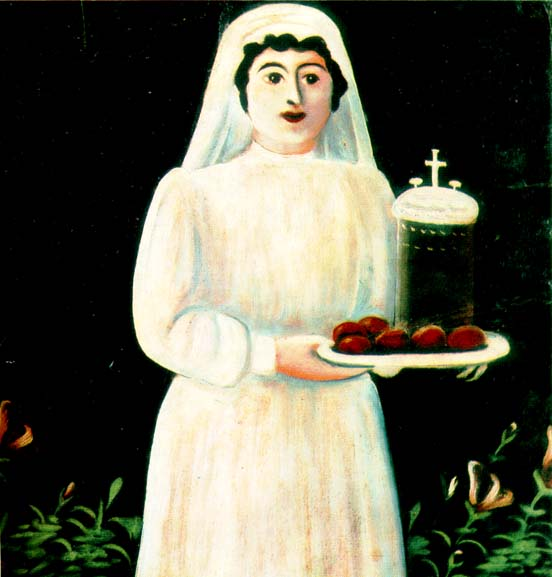
Huevos de Pascua
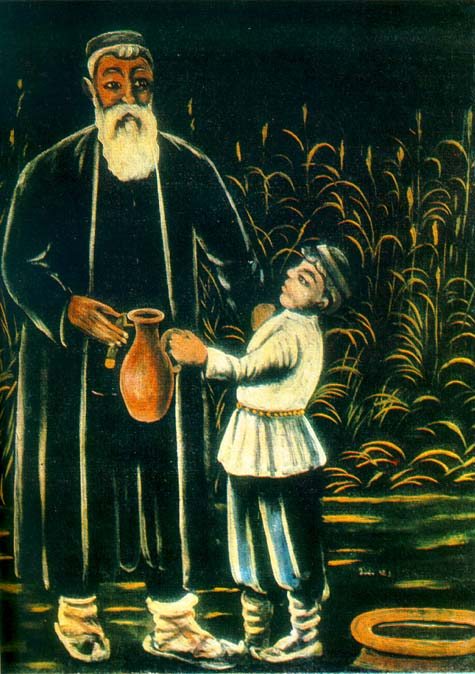
Padre e hijo

- Datos: Q310896
- Multimedia: Niko Pirosmani / Q310896